# Tres cuentos
Tres cuentos (Trois contes) es un conjunto formado por los relatos: Un corazón sencillo, La leyenda de San Julián el hospitalario y Herodías, escritas por Gustave Flaubert entre los años 1875 y 1877. 
Gustave Flaubert inició la redacción de Tres Cuentos sumido en un intenso desaliento causado por circunstancias históricas y personales, y en medio de serias dudas acerca de su capacidad literaria. Aparentemente, estos cuentos son muy dispares entre sí, tanto por su ambientación como por sus personajes. 
Es importante tener en cuenta que cada historia está ambientada en una época diferente. El primero se sitúa en la época moderna, mostrando la historia de Felicidad, empleada de una familia burguesa característica de ese período. La segunda historia muestra la vida de Julián, un hombre medieval que es una mezcla de santo y caballero andante. Y finalmente, la última de las historias cuenta un suceso de la vida de Herodes Antipas, y las causas que llevaran a la muerte a Jaocanán, también conocido como San Juan Bautista.
En Un corazón sencillo, y en general en los tres cuentos, el autor abunda en detalles descriptivos de objetos y personajes.
Esta obra de Flaubert, específicamente el primero de los cuentos, pertenece al realismo y al naturalismo, pues habla de la realidad, de las cosas cotidianas de la vida, pero enfocándose en la clase burguesa de la época. “El objetivo y los puntos de vista corresponden por completo a las intenciones de la burguesía, y el resultado, la novela naturalista, sirve como una especie de libro de texto a esta clase ascendente que tiende al dominio pleno de la sociedad” (Arnold Hauser 250).
Un punto muy importante y que sirve para contrastar el primero de los cuentos con los otros dos es el tema de la muerte y la manera de trabajarlo en cada historia. En los dos últimos cuentos, se refleja la muerte de una forma fría y cruel: se mata por capricho, por ira o por ambición.

## Un corazón sencillo
Un corazón sencillo (Un cœur simple o Le perroquet), cuento ambientado en la época del autor y asociado a Madame Bovary, es la historia de una modesta sirviente en la Normandía rural del siglo XIX. 
Félicité es una mujer que vive feliz y satisfecha a pesar de que sus sucesivas entregas amorosas jamás fueron correspondidas. 
El cuento se caracteriza principalmente por la clase burguesa representada. Se muestra a una familia burguesa compuesta por una madre, madame Aubain, y sus dos hijos: Pablo y Virginia. A pesar de no poseer una buena situación económica, tienen una sirvienta, Felicidad, que no es muy tomada en cuenta por la familia. Sólo se la considera útil para realizar las tareas domésticas. Sus sentimientos son ignorados por los demás, a nadie les importan.
Un aspecto muy interesante de este otro cuento es la fortaleza y la capacidad para sobreponerse al dolor que tiene Felicidad, personaje con un nombre un tanto irónico, pues su vida transcurre de desgracia en desgracia; los instantes de felicidad que tiene son fugaces. Sin embargo, ella sigue con su vida, a pesar de todas las tristezas que ha tenido que soportar, acaba muriéndose por su fatiga descontrolada.

## La leyenda de San Julián el hospitalario
La leyenda de San Julián el hospitalario (La légende de Saint-Julien l'hospitalier) recrea minuciosamente la vida en la Europa medieval (y se asocia con la novela del mismo autor Las tentaciones de San Antonio) a través de la vida de San Julián, cazador compulsivo y parricida, y está inspirada en la historia del santo «tal como la muestra la vidriera de una iglesia de mi tierra», según confesó Flaubert. 
En este cuento, se observa la muerte como una especialidad más del deporte. El protagonista se obsesiona sobremanera con la muerte cruel de toda especie de animal: “Julián le asestó un ligero golpe y se quedó estupefacto ante aquel cuerpecillo que ya no se movía. Una gota de sangre maculaba la boca. Julián la limpió rápido con la manga, tiró afuera el ratoncillo y no dijo nada a nadie” (82). Éste es un ejemplo claro de la crueldad del personaje; ya desde niño, comienza a hallar placer en la muerte de los animales.

## Herodías
Finalmente la novela Salambó, del mismo autor, nos aproxima al bíblico de Salomé. Es una historia inspirada en el erotismo de la danza, que el autor hace extensible a la decapitación de San Juan Bautista, y pone de manifiesto la debilidad del prefecto Herodes, que no sabe qué hacer con el profeta preso en un mundo tan caótico, tan ruidoso y vacío al mismo tiempo como aquel.
En este cuento, la muerte se observa de una manera caprichosa. Salomé, haciendo valer la palabra de Herodes Antipas, pide la cabeza de Jaocanán, que luego es mostrada sin pudor alguno al público presente, que la observa morbosamente como si fuera un objeto más: “Manaey descendió del estrado y la exhibió ante los capitanes romanos y después fue mostrándola a todo los que estaban comiendo en aquella parte” (150).